# Воскресенский собор (Токио)
Собо́р Воскресе́ния Христо́ва (яп. 東京復活大聖堂 То:кё: фуккацу дайсэйдо:, «Токийский собор Воскресения») — православный храм в Токио (квартал Канда-Суругадай, Тиёда); кафедральный собор Японской православной церкви. Известен также под названием Никорай-до (ニコライ堂). Имеет официальный статус важного памятника культуры Японского государства (с марта 1962 года).

## История
Первый храм в предместье Суругадай был построен в 1872 году, когда Русская духовная миссия в Японии во главе с архимандритом Николаем (Касаткиным) переселилась в Токио из Хакодате. Никольская церковь была домовой в здании Миссии. Храм был тесен и, по словам архимандрита Николая (Касаткина), не проходило службы без того, «чтобы не падали в обморок от тесноты и духоты». Верующие собирались слушать службу на лестнице и в соседних комнатах. Необходимость строительства нового большого храма всё более возрастала.
Сразу после хиротонии во епископа Николай (Касаткин) стал собирать средства на строительство собора в Токио, произнося проповеди в различных городах России. Им было собрано более 130 000 рублей.
В марте 1884 года на холме Суругадай рядом с Русской миссией была совершена закладка соборного храма. В связи с недостатком места для возведения храма холм был искусственно расширен земляными насыпями. Храм строился по проекту М. А. Щурупова, дизайн осуществил британский архитектор Джозайя Кондер, а строительство вёл Нагасато Тайсукэ.
24 февраля (8 марта) 1891 года собор Воскресения Христова был освящён. На освящение пускали только по билетам одних христиан и их близких; нехристиане находились в ограде. 28 февраля (12 марта) состоялось освящение правого придела во имя Введения во Храм Пресвятой Богородицы, 2 (14) марта — левого, во имя святых апостолов Петра и Павла.
К освящению собора был приурочен визит в Японию наследника российского престола цесаревича Николая Александровича. Однако вследствие покушения, произошедшего в Оцу, цесаревич до Токио не доехал.
Собор был открыт ежедневно, всем посещающим храм специально назначенный человек давал объяснения, а в случае интереса к православию указывал адрес ближайшего катехизатора в Токио или на родине гостя.
В конце 1917 года Воскресенский собор, как и вся Русская духовная миссия, утратил финансовую поддержку из России. Были закрыты семинария и женская школа.
Великое землетрясение Канто, произошедшее 1 сентября 1923 года, нанесло огромный урон храму. В результате землетрясения колокольня переломилась и упала шпилем на купол собора. Падая, она разрушила ризницу и завалила кирпичами западный вход в собор. Затем начался пожар, в результате которого сгорели все деревянные части храма: балки, полы, обшивки сводов потолка и купола, полы и лестницы на колокольню, трехъярусный иконостас. Металлический каркас купола обвалился. Колокола и утварь расплавились.
На экстренном соборе, состоявшемся 20 октября 1923 года, было постановлено, несмотря на резко сократившееся количество прихожан, возродить Воскресенский храм. Освящение возобновлённого собора состоялось 15 декабря 1929 года.
В 1941 году Японскую православную церковь возглавил епископ Николай (Оно). Однако приход Воскресенского собора первоначально не пожелал принять архиерея, получившего хиротонию в Русской православной церкви заграницей. Впоследствии конфликт был улажен.
В условиях военного времени из-за нехватки продовольствия богослужения стали нерегулярными. Во избежание разрушений при бомбардировках здание собора было выкрашено в чёрный цвет.
5 апреля 1946 года в Воскресенском соборе состоялся чрезвычайный Собор Японской Православной Церкви, ознаменовавший начало сближения с Американской православной церковью.
В 1946 году состояние храма характеризовалось как запущенное; металлическая ограда и медные листы с крыши были проданы. Богослужения практически прекратились.
Возобновление служб относится к 1949 году. В декабре 1950 года при храме был создан «Тройственный комитет», имевший целью сбор средств на ремонт собора. Впоследствии, в связи с резким уменьшением числа русских прихожан, Комитет был распущен в феврале 1960 года. Его преемником стал Комитет поддержки собора.
В 1950 году при Воскресенском соборе была открыта Никольская школа («Никорай гакуин»); 13 февраля того же года было основано Общество утренней зари; в 1951 году при храме начало свою деятельность сестричество; а 7 октября 1954 года вновь открылась Духовная семинария.
27 мая 1954 года в соборе состоялось примирительное собрание прихожан. В его результате в приход вернулась часть прихожан во главе с епископом Николаем (Оно).
Статус кафедрального собора Японской автономной православной церкви храм получил 22 марта 1972 года.
В ноябре 1974 года приход стал издавать ежемесячный печатный орган — «Новости „Никорай-до“».
19 марта 1978 года была освящена часовня святителя Николая Японского, выстроенная с южной стороны собора. В это же время возобновилась практика открытого доступа в собор всех желающих осмотреть его.
В 1990 году началась кампания по сбору средств на реставрацию и ремонт собора. В феврале 1991 года начался ремонт. Реставрация длилась шесть лет: четыре года проводились внешние работы; остальные два — внутренние. 10 мая 1998 года состоялось освящение отреставрированного собора.

## Архитектура
Собор построен в неовизантийский стиле.
По форме представляет собой крест правильной формы с неширокими крыльями. Храм рассчитан на 2000 человек. Высота купола с крестом — 35 метров; высота колокольни — 40 метров; высота от пола до свода купола — 26 метров.
На колокольне находится восемь больших и малых колоколов.
Внутри стены храма белые. Окна высокие, с витражами.

## Убранство. Иконостас
В 1880 году Николай Японский посетил петербуржскую мастерскую знаменитого иконописца второй половины XIX века В. М. Пешехонова — в личных дневниках он отметил его личные и профессиональные качества, назвав «мудрым старцем». Невзирая на высокую стоимость, святитель принимает решение заказать иконостас для вновь построенного собора в Токио именно у В. М. Пешехонова. Этот иконостас высочайшего уровня сгорел во время землетрясения в Токио в 1923 году.
Современный иконостас собора покрыт золотом и платиной. Часть икон собора — копии произведений Виктора Васнецова и Михаила Нестерова.
В алтарной части на белой центральной стене находятся три круглые иконы: Божией Матери «Знамение» (диаметром 2,6 метра), Архангела Михаила и Архангела Гавриила (по 1,8 метра в диаметре).